# Droom en daad (maandblad)
Droom en daad was een tijdschrift dat tussen 1923 en 1930 maandelijks verscheen in Nederland. Het had als ondertitel maandblad voor jonge meisjes en was opgericht door de schrijfster C.M. van Hille-Gaerthé, als afsplitsing van het maandblad Leven en werken, dat zich sinds 1916 richtte op meisjes en jonge vrouwen.
De inleiding in het eerste nummer schrijft: […] terwijl het maandblad zich geleidelijk meer is gaan afteekenen als het tijdschrift voor haar, in wie het Leven al meer gewerkt had, kwam telkens weer de vraag tot ons, of wij toch niet ook aan de behoeften der jongeren, die we meer speciaal als „jonge meisjes” plegen aan te duiden, een bepaalde afdeeling konden wijden. Daar was geen ruimte voor en het nieuwe blad moest de leemte opvullen. Annie Salomons moest de afbakening en de communicatie tussen de redacties verzorgen.
Het blad was gericht aan meisjes. Het uitgangspunt van Droom en daad was om tegemoet te komen aan het tekort aan goede lectuur voor de jonge doelgroep. Daarnaast wenste het tijdschrift de lezers te informeren over het mogelijke werk dat zij in de toekomst zouden kunnen uitvoeren, vanuit de overtuiging dat de arbeid een betekenisvolle bezigheid is. Een groot deel van de inhoud, waaronder kunstkritieken, werd verzorgd door Van Hille-Gaerthé, maar ook anderen uit de feministische beweging droegen bij. Het blad bevatte bijdragen van onder andere Johanna Naber, een van de oprichtsters van het Internationaal Archief voor de Vrouwenbeweging, Welmoet Wijnaendts Francken-Dyserinck, Beb Vuyk en de tuinarchitecte Tine Cool.
Het tijdschrift richtte zich op meisjes met een goede algemene ontwikkeling en werd veel gelezen in vrijzinnig-protestantse kringen, waar hen een serieuze levenshouding aangeleerd werd. De uitgave werd verzorgd door de Wereldbibliotheek, later door Nijgh & Van Ditmar. In 1930 werd de uitgave gestaakt wegens tekort aan lezers.